# Alts de la Bassa Closa
Els Alts de la Bassa Closa es un cim amb una altitud de 169 m a la muntanya del Gurugú, a la partió dels termes municipals del Catllar i Tarragona a la comarca del Tarragonès. Està situat 250 m al sud del Centre penitenciari Mas d'Enric i 200 m al nord del pas de l'autopista AP-7 i a prop del Mas de Panxer (oest). Al cimal, on es creuen diversos camins, hi ha instal·lat un vèrtex geodèsic (268137001).